# Ciampolo Gallerani
Ciampolo Gallerani (Siena, 1260 ca. – Siena, 1340 ca.) è stato un mercante e banchiere italiano.
Figlio di Iacomo, anch'egli. mercante e banchiere, e Raba di Bandinello.

## Biografia
Apparteneva ad una delle famiglie magnatizie, più ricche di Siena. Il nonno Sigherio era capo di una delle più grandi attività mercantili e finanziarie dell'epoca. La famiglia aveva il suo palazzo nel popolo di San Cristoforo.

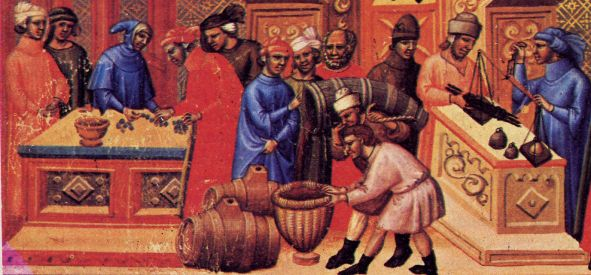
Ufficio contabile e mercantile nel Medio Evo

 Fin dal 1282, giovanissimo, divenne membro dell'antico e ristretto Consiglio della campana, che fu, con ogni probabilità, tenuto, anche nella sua abitazione, quando il Palazzo del governo non era ancora stato costruito.
Ricopri ripetutamente incarichi di governo e il suo impegno, durò quasi ininterrottamente fino al 1312, e poi, più saltuariamente tra il 1313 e il 1320.
Nel 1289 avrebbe scortato, per ordine del Comune, re Carlo II d'Angiò in partenza da Siena. Fu ambasciatore presso il papa Niccolò IV nel 1292 e nel 1301 a Firenze, ai tempi della contrapposizione tra Bianchi e Neri e l'intervento di Carlo di Valois. Nello stesso anno fu podestà di Montalcino e nel 1302 di Montepulciano, ove già nel 1294, come dominus di Siena, aveva presenziato all'atto di sottomissione.
Dopo la breve avventura ghibellina, che lo vide contrapposto agli interessi comunali, riprese, sebbene in tono dimesso, il suo posto nel Consiglio della campana. Ricoprì ancora incarichi di governo e dal 1320, per tutti gli anni trenta, tra impegni culturali e ruoli di prestigio, continuò a far parte dell'élite cittadina. Tuttavia i problemi finanziari si facevano più incalzanti e passò gli ultimi anni della sua vita a difendere il suo grande patrimonio, dall'assalto dei creditori, cercando di tutelare il futuro dei propri figli.

### Il primato economico
La sua famiglia fin dagli inizi del XII secolo, fu di parte guelfa e con la sconfitta nella Battaglia di Montaperti, subì l'onta dell'esilio. Solo dopo la Battaglia di Colle di Val d'Elsa, rientrò trionfalmente a Siena, ove poté prosperare, oltre che per le sue capacità mercantili, anche per il ritrovato equilibrio politico.

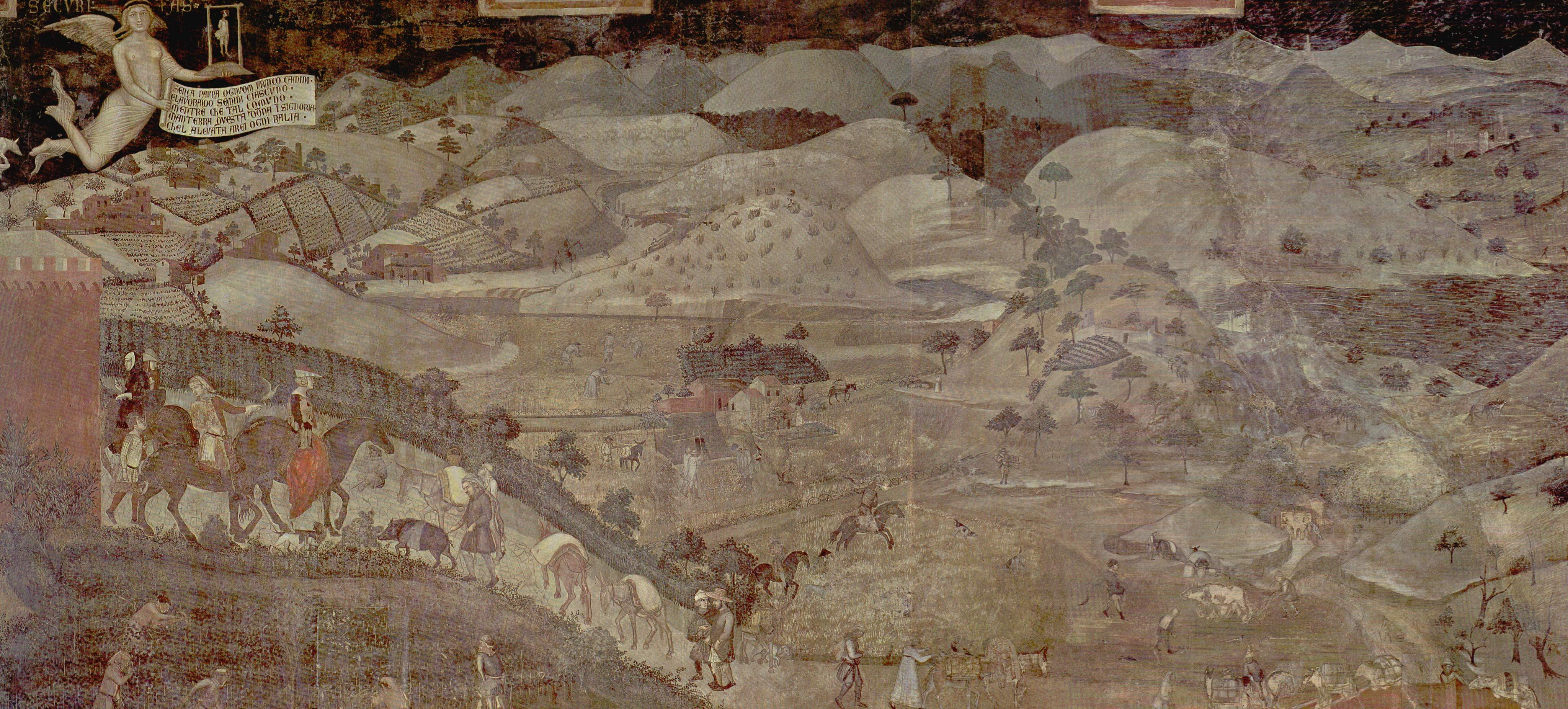
Le campagne senesi nell'affresco del Lorenzetti

Alla morte del padre, divenne quasi immediatamente dominus, della compagnia familiare, che comprendeva anche i cugini. I suoi interessi, all'estero, erano incentrati nella Societas Galleranorum, che disponeva di diverse filiali, a Roma, Parigi, Londra e nelle Fiandre. Queste avevano, come partners, operatori finanziari di livello, come i fiorentini, Bardi, Frescobaldi e Peruzzi e diversi altri banchieri di varie città italiane.
In patria, alla sua attività di governo, che lo vedeva impegnato in svariati centri del contado senese, si affiancava quella finanziaria, che lo vedeva coinvolto, in affari, con le più importanti famiglie, come i Salimbeni, i Bonsignori, i Piccolomini e altri.
Nel primo decennio del '300, l'affermazione economica raggiunse il suo apogeo. In questo periodo il Gallerani, utilizzò gran parte delle sue disponibilità finanziarie, nella costruzione un imponente patrimonio fondiario, sia nel contesto cittadino, che in diversi territori, nelle marche di confine, del senese. Aiutato anche dalla sua attività mercantile che spesso vedeva convertire i suoi crediti insoluti in altrettanti beni immobiliari.
Inoltre, a Siena, in aggiunta al palazzo di famiglia, nel popolo di San Cristoforo, disponeva di alcune antiche torri, costruite dai suoi avi, possedeva diversi agglomerati, posti nel popolo di San Pellegrino, nonché fondaci e beni consortili della famiglia.
In quegli anni i suoi figli contrassero matrimoni, che andarono ad evidenziare, la posizione di prestigio raggiunta dai Gallerani. Binduccia andò in sposa a Bonsignore, figlio del celebrato Orlando Bonsignori che, con la sua Gran Tavola, era ritenuto il più grande banchiere dei suoi tempi.
Nel contado senese iniziò una politica di espansione, comprò castelli, in posizione strategica, come Castiglione d'Ombrone, Camigliano, nei pressi di Montalcino e Vignoni, sulla Via Francigena, nel territorio dei quali, alla stregua delle signorie castrensi limitrofe, iniziò un'opera di concentrazione fondiaria, con l'acquisto di numerosi allodi contadini che portarono alla costituzione di veri e propri latifondi intorno ai rispettivi castelli. Nel 1292 era entrato in possesso anche di Bagno Vignoni, i cui diritti signorili gli furono venduti dal cugino della moglie Niccolò Bonsignori.

### La crisi bancaria del XIII e XIV secolo e l'avventura neoghibelina

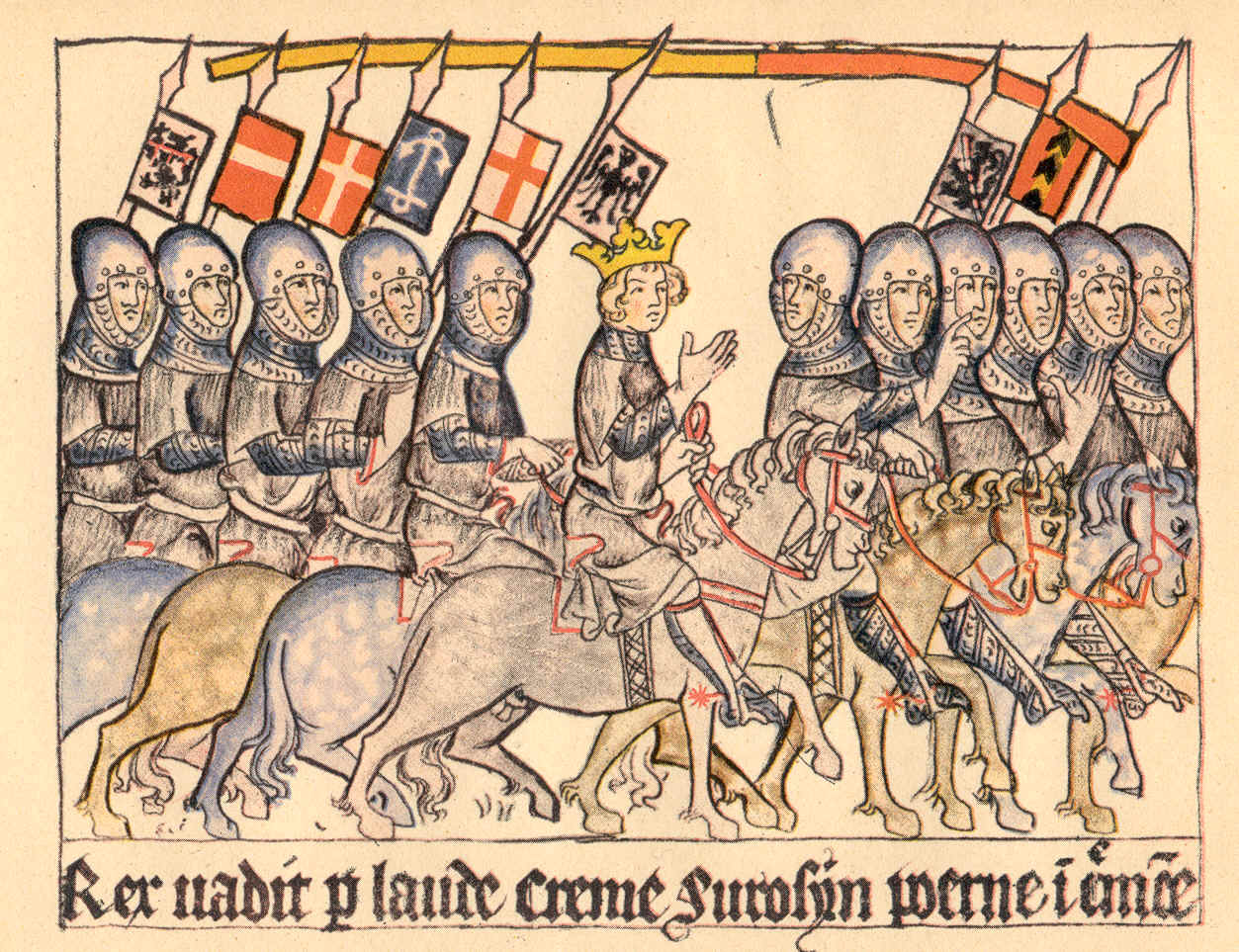
L'esercito di Enrico VII in Italia

Dopo gli splendori, che portarono il Gallerani ai vertici economici, della società senese, per motivi non noti, incominciò il declino. La Societas Galleranorum, perse mordente e dalla fine del primo decennio del '300, non si hanno più riscontri, cui fare riferimento. Sebbene gli interessi dei Gallerani non fossero direttamente collegati a quelli dei Bonsignori, Ciampolo, con le sue scelte di strategia finanziaria, avrebbe finito per condividerne il declino economico.
Crebbe anche il malanimo nei confronti dell'esecutivo senese, che a suo avviso, non avrebbe sostenuto adeguatamente le difficoltà, che le due famiglie avevano incontrato nella grande crisi finanziaria dell'inizio di quel secolo.
Il risultato fu, che si trovò coinvolto nel il disastro politico-militare, seguito alla sua adesione al coordinamento "neoghibellino", creatosi attorno all'imperatore Enrico VII dopo il 1310. La fortuna non fu dalla sua parte poiché nel 1313, il sovrano morì.
Decise di continuare ugualmente la lotta contro Siena, con una parte delle milizie già fedeli ad Enrico VII, con le forze di Filippo di Niccolò Bonsignori e di Ranieri del Porrina, signore di Casole d'Elsa. La campagna militare non ebbe seguito ed il progetto fallì miseramente. Come conseguenza, il Gallerani, vide aggiungersi alla crisi finanziaria che lo attanagliava, anche il bando da Siena, accompagnato dalla distruzione del suo palazzo e la devastazione dei suoi tre castelli nel contado della Repubblica.

### Il declino
Per ragioni, che non sono note, il suo esilio fu molto breve, probabilmente, perché, la sua posizione non rappresentava più un pericolo, ma anche perché i potenti creditori del Gallerani, non avrebbero gradito veder confiscati i suoi beni dal comune.

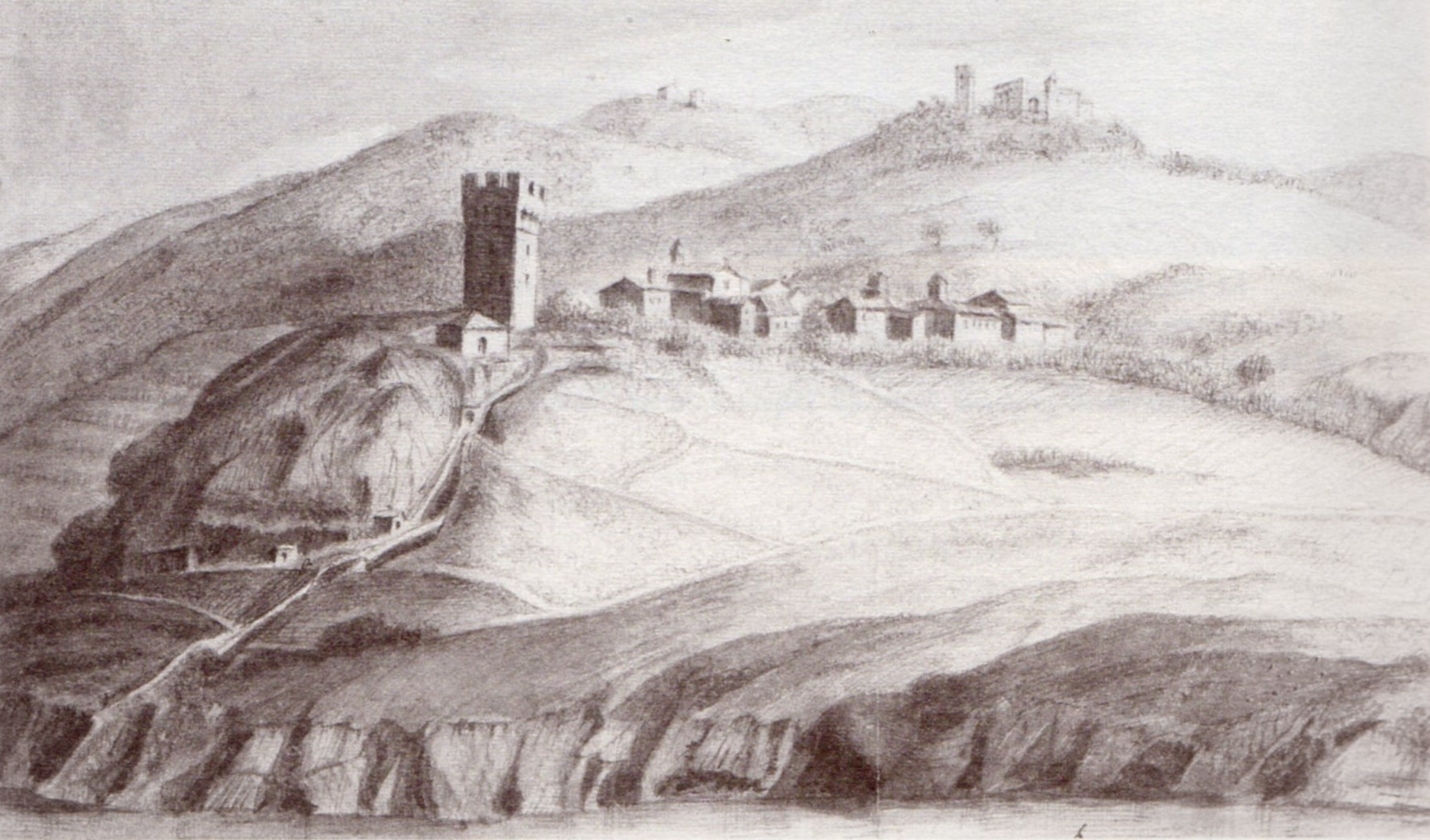
Bagni Vignoni. Sullo sfondo il Castello di Vignoni. Uno dei domini d Ciampolo Gallerani

Ritenevano, infatti, maggiormente proficuo, comporre le loro ragioni creditizie direttamente con il Gallerani, che disponeva ancora di uno dei più imponenti patrimoni della comunità. Quelli che però erano stati i suoi soci in affari, divennero i più temibili avversari. In particolare i Salimbeni, che sicuramente avevano mal digerito la sua progressiva espansione in Val d'Orcia, ove intorno al castello di Vignoni, aveva aggregato anche i Bagni e successivamente, con la progressiva acquisizione di beni allodiali contadini aveva costituito una concentrazione fondiaria e un dominio, fino allora inesistenti.
In una prima fase, la situazione finanziaria sembrò ritrovare un suo equilibrio. Sebbene non più adeguatamente supportato da un'attività mercantile, cercò di portare avanti la sua politica di consolidamento fondiario, proseguendo quel processo di erosione della proprietà contadina, iniziato in precedenza.
A partire da 1320, il contesto nel quale si muoveva, cominciò a peggiorare.  Colpito da bando di insolvenza promosso da Tolomeo Mignanelli, fu costretto a cedergli il censo, riveniente dal dominio di Camigliano. Successivamente, nel 1334, non riuscì più a riscuotere neanche le entrate rivenienti da Castiglione d'Ombrone. Circostanze queste che andarono a minare le fondamenta dei suoi stessi domini. Tra il 1334 e il 1338, fu costretto a cedere ai Salimbeni, i diritti signorili di Bagno Vignoni, e alcuni beni posseduti nel dominio del Castello di Vignoni.
Il Gallerani, presumibilmente morì in quegli anni, lasciando ai figli una difficile situazione da gestire. Questi, erano ormai privi delle entrate direttamente connesse ai vari diritti signorili. Per fronteggiare la pressione dei creditori, cominciarono a vendere le stesse proprietà fondiarie, provocando quel progressivo ridimensionamento che interessò l'imponente patrimonio, accumulato da questo grande, quanto poco fortunato banchiere, dei primi anni del XIV secolo.